# Mórmon
Os mórmons, ou Santos dos Últimos Dias, são um grupo religioso e cultural cristão restauracionista relacionado ao Movimento dos Santos dos Últimos Dias iniciado por Joseph Smith Jr. no norte do estado de Nova Iorque durante a década de 1820. Após a morte de Smith em 1844, o movimento se dividiu em vários grupos que seguiam diferentes líderes; a maioria seguia Brigham Young, enquanto grupos menores seguiam Joseph Smith III, Sidney Rigdon e James Strang. A maioria desses grupos menores acabou se fundindo na Comunidade de Cristo e o termo geralmente se refere aos membros de A Igreja de Jesus Cristo dos Santos dos Últimos Dias, a maior denominação do movimento, com cerca de 17 milhões de membros a 2023. As pessoas que se identificam como "mórmons" também podem ser independentemente religiosas, seculares e não praticantes ou pertencer a outras denominações menores dessa doutrina. Desde 2018, a Igreja tem enfatizado o desejo de que seus membros sejam chamados de "membros de A Igreja de Jesus Cristo dos Santos dos Últimos Dias" ou, mais simplesmente, "Santos dos Últimos Dias".
Eles desenvolveram um forte senso de comunidade, derivado da sua doutrina e história. Uma das principais questões doutrinárias que definiram o movimento no século XIX foi a prática do casamento plural, uma forma de poligamia religiosa. De 1852 até 1904, quando A Igreja de Jesus Cristo dos Santos dos Últimos Dias proibiu a prática, muitos adeptos do movimento que haviam seguido Brigham Young para o Território de Utah praticavam abertamente a poligamia. Os fiéis seguem um código de saúde que evita bebidas alcoólicas, tabaco, chá preto, café e qualquer outra substância viciante. Eles tendem a ser muito orientados para a família e mantêm fortes conexões entre gerações e com parentes distantes, refletindo sua crença de que as famílias podem ser seladas juntas além da morte. Também acreditam que o casamento é eterno, e seguem uma lei de castidade, que exige abstinência de relações sexuais fora do casamento e fidelidade dentro do casamento.
Apesar de o grupo se declarar cristã, algumas pessoas de outras denominações cristãs não os consideram cristãos porque algumas de suas crenças diferem das do cristianismo niceno. Eles acreditam que a Igreja de Cristo foi restaurada por meio de Joseph Smith e é guiada por profetas e apóstolos vivos. Eles creem na Bíblia Sagrada e em outros conjuntos de escrituras, como O Livro de Mórmon, Pérola de Grande Valor e Doutrina e Convênios. Possuem uma visão única da cosmologia e acreditam que todas as pessoas são filhos espirituais literais de Deus, o Pai. Também acreditam que o retorno a Deus requer seguir o exemplo de Jesus Cristo e aceitar sua expiação por meio do arrependimento e de ordenanças como o batismo por imersão.
Durante o século XIX, os conversos tendiam a se reunir numa localização geográfica central, uma tendência que se reverteu em certa medida nas décadas de 1920 e 1930. O centro da influência cultural está em Utah, e a América do Norte possui mais fiéis do que qualquer outro continente, embora cerca de 60% dos que vivem fora dos Estados Unidos.

## Terminologia
A terminologia preferida pela própria igreja tem variado ao longo do tempo. Em vários momentos, a igreja adotou o termo mórmon e declarou que outras seitas dentro da tradição de fé compartilhada não deveriam ser chamadas de mórmons.
O nome provém de um livro de escrituras, considerado sagrado, compilado pelo antigo Profeta Mórmon, intitulado O Livro de Mórmon, Outro Testamento de Jesus Cristo. O profeta Mórmon teve seu nome devido a um lugar onde vivia o povo do Rei Noé e que segundo o próprio profeta Joseph Smith, tem como significado simplesmente "muito bom".
A palavra mórmon foi usada para descrever qualquer pessoa que acreditasse no Livro de Mórmon como um volume de escrituras, usado por pessoas de fora da crença, membros da igreja e, ocasionalmente, líderes da igreja. O termo mórmon mais tarde foi algumas vezes usado de forma pejorativa; esse uso pode ter se desenvolvido durante a Guerra Mórmon de 1838, embora os membros e líderes da Igreja tenham "adotado o termo", de acordo com o historiador da Igreja Matthew Bowman, e no final dos anos 1800 ele era amplamente usado.
A Igreja SUD tem feito esforços, inclusive em 1982, em 2001 antes dos Jogos Olímpicos de Inverno de Salt Lake City, em 2011, depois que O Livro de Mórmon apareceu na Broadway, e novamente em 2018, para incentivar o uso do nome completo da igreja, em vez dos termos Mórmon ou SUD. De acordo com Patrick Mason, presidente de estudos mórmons na Claremont Graduate University, e Richard Bennett, professor de história da igreja na Universidade Brigham Young, isso se deve ao fato de que os não membros da igreja historicamente se confundem quanto à representação de uma fé cristã, o que preocupa os líderes da igreja, que querem enfatizar que a igreja é uma igreja cristã. O termo mórmon também causa preocupação para os líderes da igreja porque tem sido usado para incluir grupos dissidentes, como os Santos dos Últimos Dias Fundamentalistas, que praticam a poligamia, o que a Igreja SUD não faz; Mason disse: "Por mais de 100 anos, a corrente principal da Igreja SUD tem se esforçado muito para se distanciar daqueles que praticam a poligamia. Ela não quer que haja nenhuma confusão entre esses dois grupos".
Em 2018, a Igreja SUD publicou um guia de estilo que incentiva o uso dos termos "a Igreja", a "Igreja de Jesus Cristo" ou a "Igreja restaurada de Jesus Cristo" como versões abreviadas após um uso inicial do nome completo. De acordo com o historiador da igreja Bowman, 'o termo "restaurado" se refere à ideia de que a religião cristã original é obsoleta, e somente os mórmons estão praticando o verdadeiro cristianismo'.
O guia de estilo de 2018 rejeita o termo Mórmons juntamente com "Igreja Mórmon", "Mormonismo" e a abreviação SUD. A segunda maior seita, a Comunidade de Cristo, também rejeita o termo Mórmon devido à sua associação com a prática da poligamia entre as seitas Brighamitas. Outras seitas, incluindo vários ramos fundamentalistas da tradição Brighamita, adotam o termo Mórmon.

## Histórico
Artigo principal: História de A Igreja de Jesus Cristo dos Santos dos Últimos Dias
A história dos mórmons os transformou em um povo com um forte senso de unidade e semelhança. Desde o início, os mórmons tentaram estabelecer o que chamam de "Sião", uma sociedade utópica de justos. A história dos mórmons pode ser dividida em três períodos amplos: (1) o início da história durante a vida de Joseph Smith, (2) uma "era pioneira" sob a liderança de Brigham Young e seus sucessores e (3) uma era moderna que começou por volta da virada do século XX. No primeiro período, Smith tentou construir uma cidade chamada Sião, onde os conversos pudessem se reunir. Sião tornou-se uma "paisagem de vilarejos" em Utah durante a era dos pioneiros. Nos tempos modernos, Sião ainda é um ideal, embora os mórmons se reúnam em suas congregações individuais em vez de um local geográfico central.

### Início

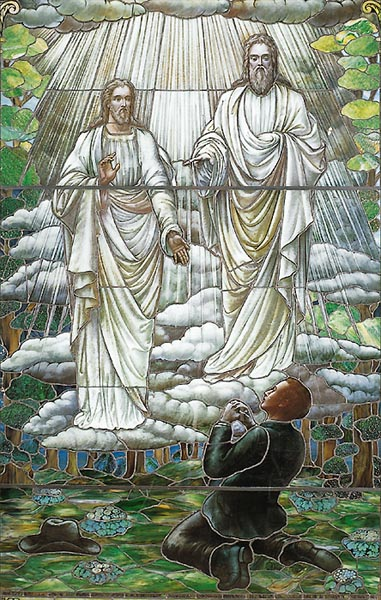
Um vitral da Primeira Visão de 1820 de Joseph Smith

O movimento mórmon começou com a publicação do Livro de Mórmon em março de 1830, que Smith alegou ser uma tradução das placas de ouro contendo a história religiosa de uma antiga civilização americana que o antigo profeta-historiador Mórmon havia compilado. Smith declarou que um anjo chamado Morôni o havia direcionado para as placas de ouro enterradas no Monte Cumora. Durante o período de tradução dos caracteres, Joseph Smith Jr. foi auxiliado por Oliver Cowdery, que era seu escrivão. Voltou a orar às margens do rio Susquehanna e, como resposta, obteve mais uma visão. Agora quem apareceu foi João Batista, o qual lhe conferiu, pela imposição de mãos, o sacerdócio de Aarão que lhe dava autoridade para batizar. Alguns dias depois lhe apareceram Pedro, Tiago e João, os quais possuíam as chaves do reino de Deus, transferidas a eles pelo Senhor antes de sua ascensão aos céus, os quais lhe impuseram as mãos e lhe conferiram o sacerdócio de Melquisedeque.
Em 6 de abril de 1830, Smith fundou a Igreja de Cristo. Em 1832, Smith acrescentou um relato de uma visão que teve no início da década de 1820, quando morava no norte do estado de Nova York. Alguns mórmons consideravam essa visão como o evento mais importante da história da humanidade depois do nascimento, ministério e ressurreição de Jesus Cristo.
A igreja primitiva cresceu para o oeste quando Smith enviou missionários para fazer proselitismo. Em 1831, a Igreja mudou-se para Kirtland, Ohio, onde os missionários haviam conseguido um grande número de convertidos e Smith começou a estabelecer um posto avançado no Condado de Jackson, Missouri, onde planejava construir a cidade de Sião (ou a Nova Jerusalém). Em 1833, os colonos do Missouri, alarmados com o rápido afluxo de mórmons, expulsaram-nos do Condado de Jackson para o vizinho Condado de Clay, onde os residentes locais eram mais receptivos. Depois que Smith liderou uma missão, conhecida como Acampamento de Sião, para recuperar a terra, ele começou a construir o Templo de Kirtland no Condado de Lake, Ohio, onde a Igreja floresceu. Quando os mórmons do Missouri foram convidados a deixar o Condado de Clay em 1836, eles conseguiram terras no que viria a ser o Condado de Caldwell.
A era de Kirtland terminou em 1838, depois que o fracasso de uma instituição anti-banco patrocinado pela Igreja, com intenção de atender às necessidades financeiras da crescente comunidade de santos dos últimos dias, causou deserções generalizadas, e Smith se reagrupou com os remanescentes da Igreja em Far West, Missouri. Durante o outono de 1838, as tensões se agravaram e se transformaram na Guerra Mórmon com os antigos colonos do Missouri. Em 27 de outubro, o governador do Missouri ordenou que os mórmons "fossem tratados como inimigos" e fossem exterminados ou expulsos do estado. Entre novembro e abril, cerca de oito mil mórmons deslocados migraram para o leste de Illinois.

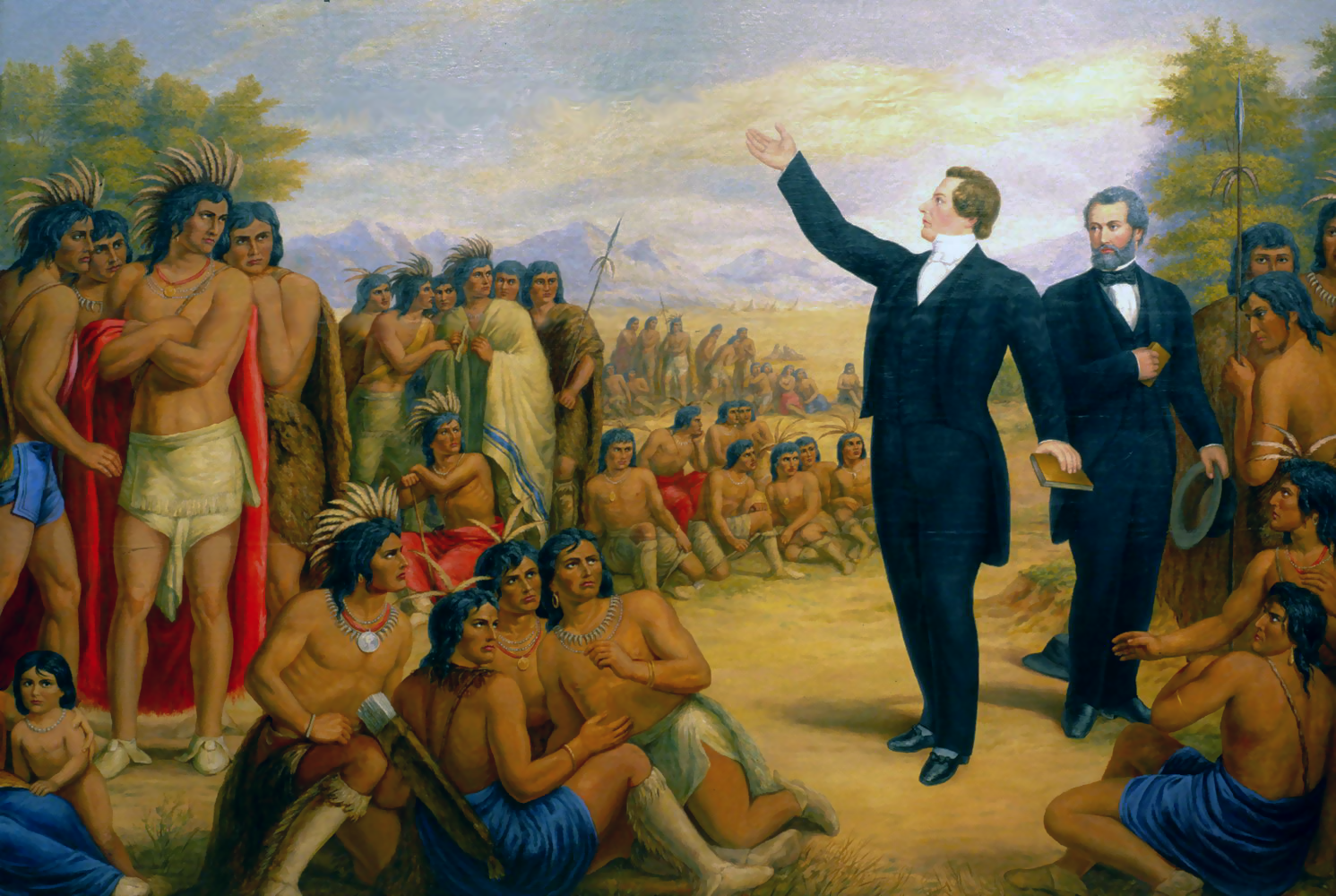
Joseph Smith pregando para os índios Sac e Fox que visitaram Nauvoo em 12 de agosto de 1841

Em 1839, os mórmons compraram a pequena cidade de Commerce, converteram terrenos pantanosos às margens do rio Mississippi, rebatizaram a área como Nauvoo, Illinois, e começaram a construir o Templo de Nauvoo. A cidade tornou-se a nova sede e local de reunião da Igreja e cresceu rapidamente, impulsionada em parte pelos conversos que imigravam da Europa. Enquanto isso, Smith introduziu as cerimônias do templo destinadas a selar as famílias para a eternidade, bem como as doutrinas da progressão eterna ou exaltação e do casamento plural. Smith criou uma organização de serviço para mulheres chamada Sociedade de Socorro e o Conselho dos Cinquenta, representando um futuro "Reino de Deus" teodemocrático na Terra. Smith também publicou a história de sua Primeira Visão, na qual o Pai e o Filho lhe apareceram quando ele tinha cerca de 14 anos de idade.
Em 1844, os preconceitos locais e as tensões políticas, alimentados pela peculiaridade mórmon, dissidência interna e relatos de poligamia, transformaram-se em conflitos entre mórmons e "antimórmons" em Illinois e Missouri. Smith foi preso e, em 27 de junho de 1844, ele e seu irmão Hyrum foram mortos por uma multidão em Carthage, Illinois. Como Hyrum era o sucessor lógico de Smith, a morte dos dois causou uma crise de sucessão, e Brigham Young assumiu a liderança da maioria dos santos dos últimos dias. Young era um colaborador próximo de Smith e era o apóstolo sênior do Quórum dos Doze.
Uma minoria apoiou Joseph Smith III, filho de Joseph Smith Jr., como seu sucessor, pois acreditavam que deveria ser pela ordem da família, assim como reis nas monarquias. Esse segundo grupo ficou conhecido como A Igreja Reorganizada de Jesus Cristo dos Santos dos Últimos Dias, que é uma comunidade totalmente diferente dos Santos dos Últimos Dias e teve seu nome alterado para Comunidade de Cristo no início da década de 2000, atualmente conta com 250 mil membros em mais de 60 países (dado de 2024). Grupos menores de santos dos últimos dias seguiram outros líderes para formar outras denominações do movimento dos santos dos últimos dias.

### Era pioneira

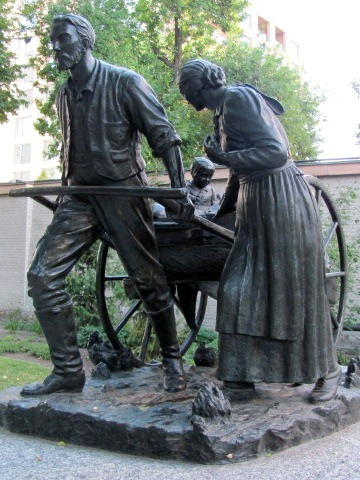
Estátua em homenagem aos pioneiros dos carrinhos de mão mórmons

Durante dois anos após a morte de Joseph Smith os conflitos aumentaram entre os mórmons e outros residentes de Illinois. Para evitar a guerra, Brigham Young levou os pioneiros mórmons (que constituíam a maioria dos Santos dos Últimos Dias) para um alojamento temporário de inverno em Nebraska e depois, eventualmente (a partir de 1847), para o que se tornou o Território de Utah. Não tendo conseguido construir Sião dentro dos limites da sociedade americana, os mórmons começaram a construir uma sociedade isolada com base em suas crenças e valores. A ética cooperativa que os mórmons haviam desenvolvido ao longo da última década e meia tornou-se importante à medida que os colonos se ramificaram e colonizaram uma grande região desértica, hoje conhecida como Corredor Mórmon. Os esforços de colonização eram vistos como deveres religiosos e as novas vilas eram governadas pelos bispos mórmons (líderes religiosos leigos locais). Os mórmons viam a terra como um bem comum, criando e mantendo um sistema cooperativo de irrigação que lhes permitiu construir uma comunidade agrícola no deserto.
De 1849 a 1852, os mórmons expandiram muito seus esforços missionários, estabelecendo várias missões na Europa, na América Latina e no Pacífico Sul. Esperava-se que os convertidos se "reunissem" em Sião e, durante a presidência de Young (1847-1877), mais de setenta mil convertidos mórmons imigraram para a América. Muitos dos convertidos vieram da Inglaterra e da Escandinávia e foram rapidamente assimilados na comunidade mórmon. Muitos desses imigrantes cruzaram as Grandes Planícies em carroças puxadas por bois, enquanto alguns grupos posteriores puxaram seus pertences em pequenos carrinhos de mão. Na década de 1860, os recém-chegados começaram a usar a nova ferrovia que estava em construção.
Em 1852, os líderes da Igreja divulgaram a prática até então secreta do casamento plural, uma forma de poligamia. Nos 50 anos seguintes, muitos mórmons (entre 20 e 30 por cento das famílias mórmons) se casaram no plural como um dever religioso, com o número de casamentos plurais atingindo um pico por volta de 1860 e depois diminuindo durante o resto do século. Além das razões doutrinárias para o casamento plural, a prática fazia sentido do ponto de vista econômico, pois muitas das esposas plurais eram mulheres solteiras que chegaram a Utah sem irmãos ou pais para lhes oferecer apoio social.

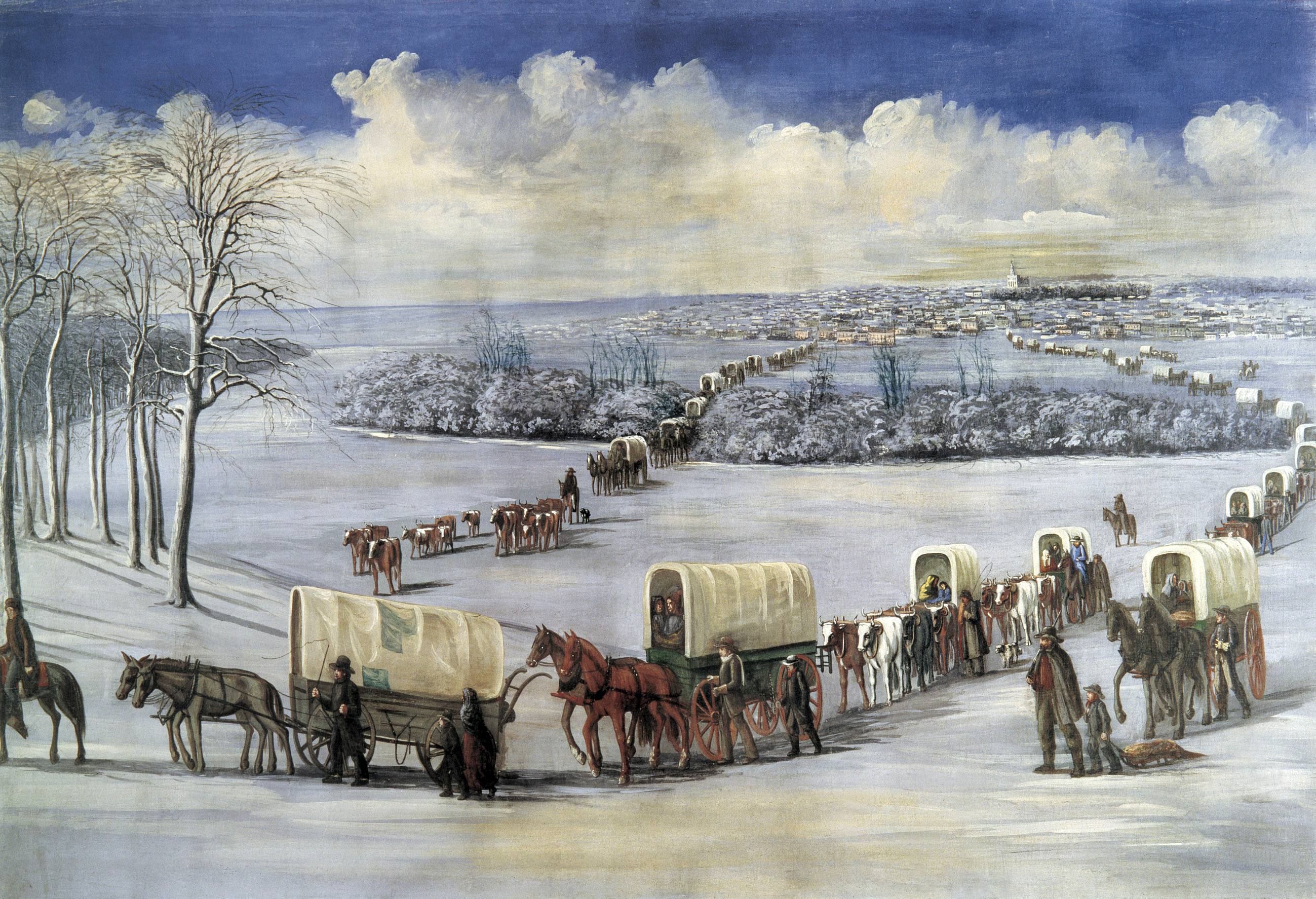
Pioneiros mórmons cruzando o Mississippi no gelo

Em 1857, as tensões voltaram a aumentar entre os mórmons e outros americanos, principalmente devido a acusações envolvendo poligamia e o governo teocrático do Território de Utah por Brigham Young. Em 1857, o presidente dos EUA, James Buchanan, enviou um exército para Utah, o que os mórmons interpretaram como uma agressão aberta contra eles. Temendo uma repetição do que ocorreu no Missouri e em Illinois, os mórmons se prepararam para se defender, determinados a incendiar suas próprias casas se fossem invadidos. A Guerra de Utah, relativamente pacífica, ocorreu de 1857 a 1858, e o caso mais notável de violência foi o massacre de Mountain Meadows, quando os líderes de uma milícia mórmon local ordenaram o assassinato de um grupo de emigrantes civis que estava viajando por Utah durante a escalada das tensões. Em 1858, Young concordou em renunciar ao cargo de governador e foi substituído por um não mórmon, Alfred Cumming. No entanto, a Igreja SUD ainda exercia um poder político significativo no Território de Utah.
Com a morte de Young em 1877, Cumming foi seguido por outros presidentes da Igreja SUD, que resistiram aos esforços do Congresso dos Estados Unidos para proibir os casamentos poligâmicos dos mórmons. Em 1878, a Suprema Corte dos Estados Unidos decidiu no caso Reynolds v. Estados Unidos que o dever religioso não era uma defesa adequada para a prática da poligamia. Muitos polígamos mórmons se esconderam; mais tarde, o Congresso começou a confiscar os bens da Igreja. Em setembro de 1890, o presidente da Igreja, Wilford Woodruff, emitiu um Manifesto que suspendeu oficialmente a prática da poligamia. Embora esse Manifesto não tenha dissolvido os casamentos plurais existentes, as relações com os Estados Unidos melhoraram consideravelmente depois de 1890, de modo que Utah foi admitido como estado americano em 1896. Após o Manifesto, alguns mórmons continuaram a realizar casamentos poligâmicos, mas esses casamentos acabaram parando em 1904, quando o presidente da Igreja, Joseph F. Smith, repudiou a poligamia perante o Congresso e emitiu um "Segundo Manifesto" pedindo o fim de todos os casamentos plurais na Igreja. Por fim, a Igreja adotou uma política de excomungar os membros que praticassem a poligamia e hoje procura ativamente se distanciar dos grupos fundamentalistas que continuam a prática.

### Tempos modernos
No início do século XX, os mórmons começaram a se reintegrar à corrente dominante americana. Em 1929, o Coro do Tabernáculo Mórmon começou a transmitir uma apresentação semanal pela rádio nacional, tornando-se um trunfo para as relações públicas. Os mórmons enfatizaram o patriotismo e a indústria, subindo em status socioeconômico, passando da base entre as denominações religiosas americanas para a classe média. Nas décadas de 1920 e 1930, os mórmons começaram a migrar para fora de Utah, uma tendência acelerada pela Grande Depressão, pois os mórmons procuravam trabalho onde quer que pudessem encontrá-lo. À medida que os mórmons se espalharam, os líderes da Igreja criaram programas para ajudar a preservar a sensação de comunidade unida da cultura mórmon. Além dos serviços semanais de adoração, os mórmons começaram a participar de vários programas, como o escotismo, uma organização de mulheres jovens, bailes patrocinados pela Igreja, basquete de ala, acampamentos, peças teatrais e programas de educação religiosa para jovens e estudantes universitários. Durante a Grande Depressão, a Igreja iniciou um programa de bem-estar para atender às necessidades dos membros pobres, que desde então cresceu e passou a incluir um ramo humanitário que presta socorro às vítimas de desastres.

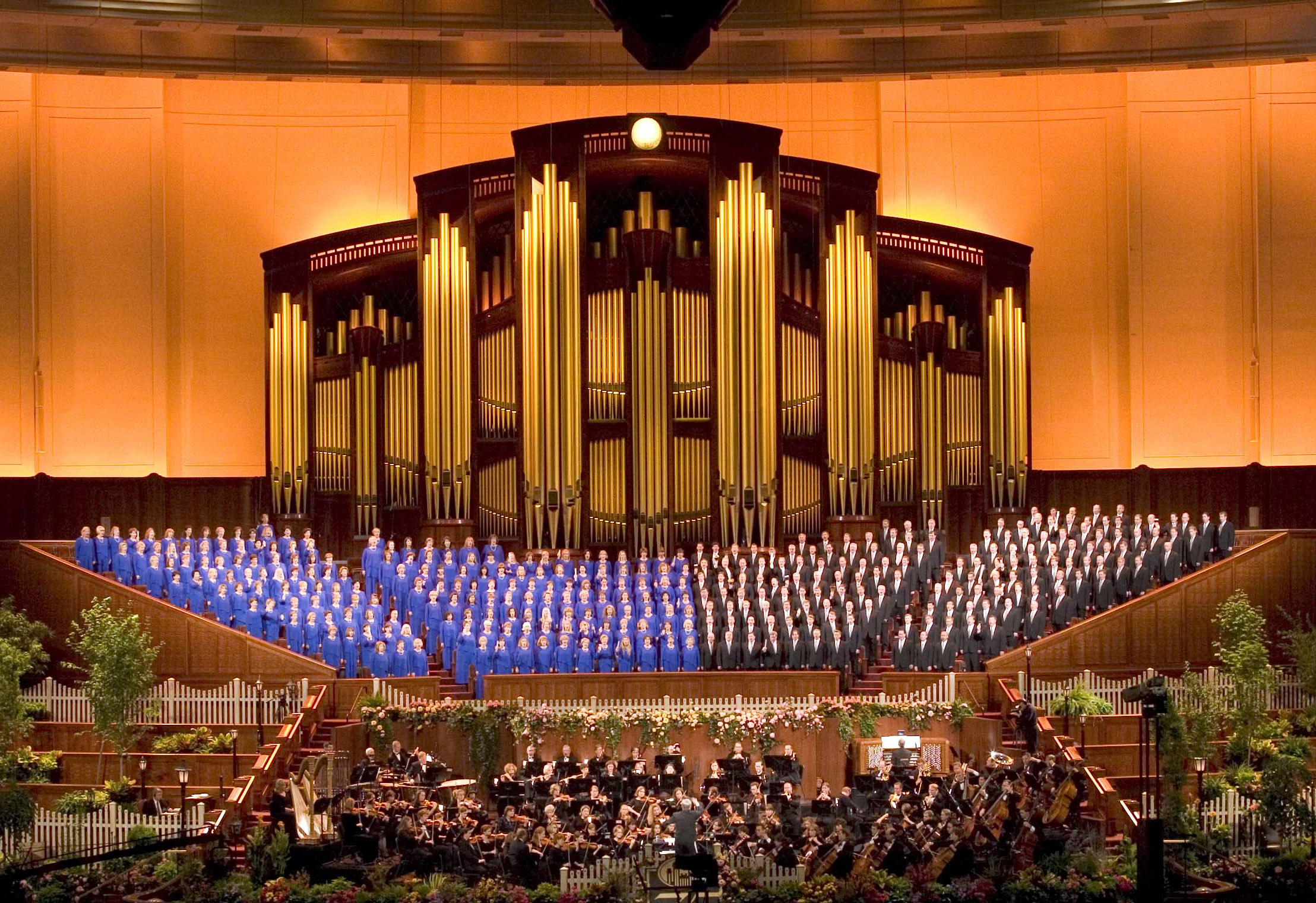
O Coro do Tabernáculo Mórmon, com 360 membros

Durante a segunda metade do século XX, houve um movimento de retração no mormonismo, no qual os mórmons se tornaram mais conservadores, tentando recuperar seu status de "povo peculiar". Embora as décadas de 1960 e 1970 tenham trazido mudanças como o movimento de Libertação das Mulheres e o movimento pelos direitos civis, os líderes mórmons ficaram alarmados com a erosão dos valores tradicionais, a revolução sexual, o uso generalizado de drogas recreativas, o relativismo moral e outras forças que eles consideravam prejudiciais à família. Em parte para combater isso, os mórmons deram uma ênfase ainda maior à vida familiar, à educação religiosa e ao trabalho missionário, tornando-se mais conservadores no processo. Como resultado, os mórmons de hoje provavelmente estão menos integrados à sociedade convencional do que estavam no início da década de 1960.
Embora os negros tenham sido membros das congregações mórmons desde a época de Joseph Smith, antes de 1978 o número de membros negros era pequeno. De 1852 a 1978, a Igreja SUD aplicou uma política que restringia a ordenação de homens negros de ascendência africana ao sacerdócio da Igreja. A Igreja foi duramente criticada por sua política durante o movimento pelos direitos civis, mas a política permaneceu em vigor até uma reversão em 1978 que foi motivada, em parte, por questões relacionadas a convertidos mestiços no Brasil. Em geral, os mórmons receberam a mudança com alegria e alívio. Desde 1978, o número de membros negros cresceu e, em 1997, havia aproximadamente 500.000 membros negros da igreja (cerca de 5% do total de membros), principalmente na África, no Brasil e no Caribe. O número de membros negros continuou a crescer substancialmente, especialmente na África Ocidental, onde dois templos foram construídos. Alguns mórmons negros são membros do Grupo Gênesis, uma organização de membros negros que antecedeu a proibição do sacerdócio e é endossada pela igreja.

Distribuição global dos membros da Igreja SUD em 2009

A Igreja SUD cresceu rapidamente após a Segunda Guerra Mundial e se tornou uma organização mundial à medida que missionários eram enviados para todo o mundo. A igreja dobrava de tamanho a cada 15 a 20 anos, e, em 1996, havia mais mórmons fora dos Estados Unidos do que dentro. Em 2012, estimava-se que havia 14,8 milhões de mórmons, sendo que cerca de 57% moravam fora dos Estados Unidos. Estima-se que aproximadamente 4,5 milhões de mórmons - cerca de 30% do total de membros - frequentem regularmente os cultos. A maioria dos mórmons dos Estados Unidos é branca e não hispânica (84%). A maioria dos mórmons está distribuída nas Américas do Norte e do Sul, no Pacífico Sul e na Europa Ocidental. A distribuição global dos mórmons se assemelha a um modelo de difusão de contato, irradiando a partir da sede da organização em Utah. A igreja impõe uma uniformidade doutrinária geral, as congregações em todos os continentes ensinam as mesmas doutrinas e os mórmons internacionais tendem a absorver uma boa parte da cultura mórmon, possivelmente por causa da hierarquia de cima para baixo da igreja e da presença missionária. No entanto, os mórmons internacionais geralmente trazem partes de sua própria herança para a igreja, adaptando as práticas da igreja às culturas locais.
Em dezembro de 2019, a Igreja SUD relatou ter 16.565.036 membros em todo o mundo. O Chile, o Uruguai e várias áreas do Pacífico Sul têm uma porcentagem maior de mórmons do que os Estados Unidos (que é de cerca de 2%). Os países e dependências do Pacífico Sul que são mais de 10% mórmons incluem Samoa Americana, Ilhas Cook, Kiribati, Niue, Samoa e Tonga.

## Cultura e práticas
O isolamento em Utah permitiu que os mórmons criassem uma cultura própria. À medida que a fé se espalhou pelo mundo, muitas de suas práticas mais distintas também se espalharam. Os convertidos mórmons são instados a passar por mudanças no estilo de vida, arrepender-se dos pecados e adotar padrões de conduta às vezes atípicos. As práticas comuns aos mórmons incluem estudar as escrituras, orar diariamente, jejuar regularmente, assistir aos cultos dominicais, participar dos programas e atividades da igreja nos dias de semana e abster-se de trabalhar aos domingos, quando possível. A parte mais importante dos cultos da igreja é considerada a Ceia do Senhor (comumente chamada de sacramento), na qual os membros da igreja renovam os compromissos feitos no batismo. Os mórmons também enfatizam os padrões que acreditam ter sido ensinados por Jesus Cristo, incluindo honestidade pessoal, integridade, obediência à lei, castidade fora do casamento e fidelidade dentro do casamento.
Em 2010, cerca de 13% a 14% dos mórmons moravam em Utah, o centro de influência cultural do mormonismo. Os mórmons de Utah (assim como os mórmons que moram na região oeste da Intermountain) são, em média, mais conservadores cultural e politicamente do que aqueles que moram em alguns centros cosmopolitas em outras partes dos EUA. Os utahenses que se identificam como mórmons também frequentam a igreja um pouco mais, em média, do que os mórmons que moram em outros estados. No entanto, quer vivam em Utah ou em qualquer outro lugar dos Estados Unidos, os mórmons tendem a ser mais conservadores cultural e politicamente do que os membros de outros grupos religiosos dos Estados Unidos. Os mórmons de Utah geralmente enfatizam mais a herança dos pioneiros do que os mórmons internacionais, que geralmente não são descendentes dos pioneiros mórmons.

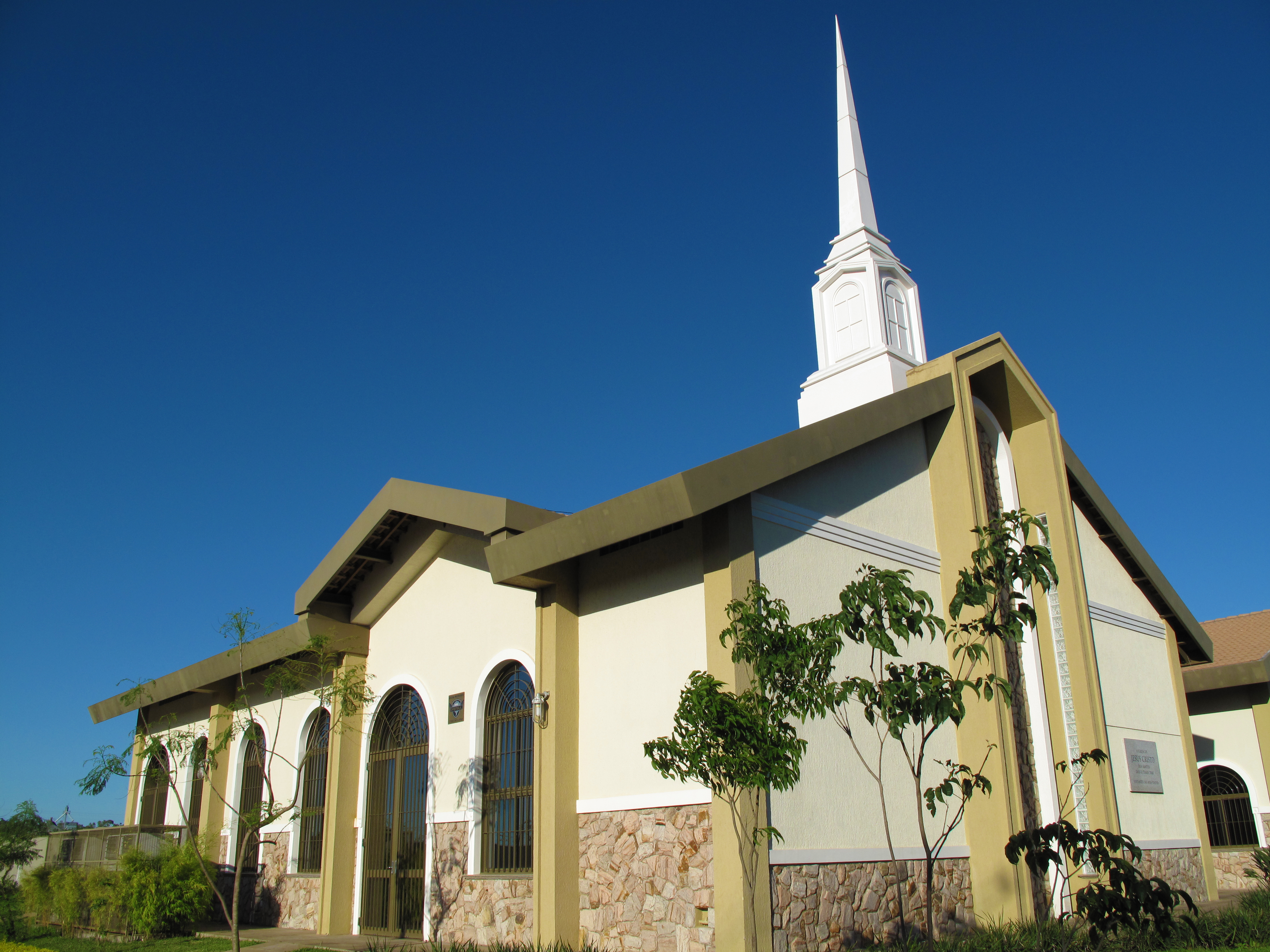
Uma capela mórmon usada para cultos dominicais no Brasil

Os mórmons têm um forte senso de comunidade que se origina de sua doutrina e história. Os membros da Igreja SUD têm a responsabilidade de dedicar seu tempo e talentos para ajudar os pobres e edificar a igreja. A igreja é dividida por localidade em congregações chamadas "alas", com várias alas ou ramos para criar uma "estaca". A maioria dos cargos de liderança da igreja são leigos, e os líderes da igreja podem trabalhar de 10 a 15 horas por semana no serviço não remunerado da igreja. Os mórmons observantes também contribuem com 10% de sua renda para a igreja como dízimo. O pagamento do dízimo é um dos pré-requisitos para a entrada nos templos mórmons. Muitos jovens, mulheres e casais de idosos SUD optam por servir em uma missão de proselitismo, durante a qual dedicam todo o seu tempo à igreja sem remuneração. Os membros estão frequentemente envolvidos em esforços humanitários.
Os mórmons aderem à Palavra de Sabedoria, uma lei ou código de saúde que é interpretado como proibindo o consumo de tabaco, álcool, café e chá, enquanto incentivam o uso de ervas, grãos, frutas e um consumo moderado de carne. A Palavra de Sabedoria também proíbe outras substâncias e práticas prejudiciais e que causam dependência, como o uso de drogas ilícitas e o abuso de medicamentos prescritos. Os mórmons são incentivados a manter um ano de suprimentos, incluindo alimentos e reservas financeiras. Os mórmons também se opõem a comportamentos como ver pornografia e jogar.
O conceito de uma família unida que vive e progride para sempre está no cerne da doutrina dos santos dos últimos dias, e os mórmons dão grande importância à vida familiar. Muitos mórmons realizam semanalmente a Noite Familiar, na qual uma noite é reservada para a união familiar, estudo, oração e outras atividades que consideram saudáveis. Os pais santos dos últimos dias que possuem o sacerdócio normalmente nomeiam e abençoam seus filhos logo após o nascimento para dar formalmente um nome à criança.
Os mórmons têm uma lei rigorosa de castidade, exigindo abstenção de relações sexuais fora do casamento entre pessoas do sexo oposto e fidelidade rigorosa dentro do casamento. Toda atividade sexual (heterossexual e homossexual) fora do casamento é considerada um pecado grave, sendo o casamento reconhecido como sendo apenas entre um homem e uma mulher. Os casamentos entre pessoas do mesmo sexo não são realizados nem apoiados pela Igreja SUD. Os membros da Igreja são incentivados a se casar e ter filhos, e as famílias SUD tendem a ser maiores do que a média. Os mórmons se opõem ao aborto, exceto em algumas circunstâncias excepcionais, como quando a gravidez é resultado de incesto ou estupro ou quando a vida ou a saúde da mãe está em sério risco. Muitos mórmons adultos praticantes usam roupas íntimas religiosas que os lembram dos compromissos e os incentivam a se vestir com recato. Os santos dos últimos dias são aconselhados a não participar de qualquer forma de mídia que seja obscena ou pornográfica de qualquer maneira, inclusive mídia que apresente representações gráficas de sexo ou violência. Tatuagens e piercings no corpo são geralmente desencorajados.
Os mórmons LGBT permanecem em boa situação na Igreja se se abstiverem de relações homossexuais e obedecerem à lei da castidade. Embora não haja números oficiais, os Serviços Familiares SUD estimam que, em média, quatro ou cinco membros por ala SUD sentem atração pelo mesmo sexo. Gary Watts, ex-presidente da Family Fellowship, calcula que apenas 10% dos homossexuais permanecem na Igreja. Muitos desses indivíduos se apresentaram por meio de diferentes grupos de apoio ou sites na Internet, discutindo suas atrações homossexuais e sua filiação simultânea à Igreja.

## Grupos dentro do mormonismo
Veja também: Estatísticas de filiação de A Igreja de Jesus Cristo dos Santos dos Últimos Dias
As categorias abaixo não são necessariamente mutuamente exclusivas.

### Santos dos Últimos dias
Os membros da Igreja SUD, também conhecidos como Santos dos Últimos Dias (Latter-day Saints - LDS), constituem mais de 95% dos mórmons. As crenças e práticas dos mórmons SUD são geralmente orientadas pelos ensinamentos dos líderes da Igreja SUD. Entretanto, vários grupos menores diferem substancialmente do mormonismo "dominante" de várias maneiras.
Os membros da Igreja SUD que não participam ativamente dos cultos de adoração ou dos chamados da igreja são frequentemente chamados de "menos ativos" ou "inativos" (semelhante às expressões de qualificação não observantes ou não praticantes usadas em relação aos membros de outros grupos religiosos). A Igreja SUD não divulga estatísticas sobre a atividade da igreja, mas é provável que cerca de 40% dos mórmons nos Estados Unidos e 30% no mundo todo participem regularmente dos cultos. Os motivos para a inatividade podem incluir a rejeição das crenças fundamentais, a história da igreja, incongruências no estilo de vida com os ensinamentos doutrinários ou problemas de integração social. As taxas de atividade tendem a variar de acordo com a idade, e o desinteresse ocorre com mais frequência entre 16 e 25 anos. Em 1998, a Igreja relatou que a maioria dos membros menos ativos retornou à atividade da Igreja mais tarde na vida. Em 2017, a Igreja SUD estava perdendo membros da geração do milênio, um fenômeno que não é exclusivo da Igreja SUD. Os ex-Santos dos Últimos Dias que procuram se desvincular da religião são frequentemente chamados de ex-mórmons.

### Mórmons fundamentalistas
Os membros de seitas que romperam com a Igreja SUD por causa da questão da poligamia ficaram conhecidos como mórmons fundamentalistas; esses grupos diferem do mormonismo convencional principalmente por sua crença e prática do casamento plural. Acredita-se que haja entre 20.000 e 60.000 membros de seitas fundamentalistas (0,1 a 0,4 por cento dos mórmons), sendo que aproximadamente metade deles pratica a poligamia. Há muitas seitas fundamentalistas, sendo as duas maiores a Igreja Fundamentalista de Jesus Cristo dos Santos dos Últimos Dias ( Fundamentalist Church of Jesus Christ of Latter-Day Saints - FLDS) e os Irmãos Apostólicos Unidos (Apostolic United Brethren - AUB). Além do casamento plural, alguns desses grupos também praticam uma forma de comunismo cristão conhecido como a lei da consagração ou a Ordem Unida. A Igreja SUD procura se distanciar de todos esses grupos poligâmicos, excomungando seus membros se forem descobertos praticando ou ensinando isso, e hoje, a maioria dos fundamentalistas mórmons nunca foi membro da Igreja SUD.

### Mórmons liberais
Os mórmons liberais, também conhecidos como mórmons progressistas, adotam uma abordagem interpretativa dos ensinamentos e das escrituras SUD. Eles buscam orientação espiritual nas escrituras, mas não necessariamente acreditam que os ensinamentos sejam literal ou exclusivamente verdadeiros. Para os mórmons liberais, a revelação é um processo por meio do qual Deus gradualmente leva seres humanos falíveis a uma maior compreensão. Uma pessoa desse grupo às vezes é erroneamente considerada por outros dentro da corrente principal da Igreja como um "Jack Mórmon", embora esse termo seja mais comumente usado para descrever um grupo diferente com motivos distintos para viver o evangelho de uma maneira não tradicional. Os mórmons liberais colocam a prática do bem e o amor ao próximo acima da importância de acreditar corretamente. Em um contexto separado, os membros de pequenos grupos progressistas separatistas também adotaram o rótulo.

### Mórmons culturais
Os mórmons culturais são indivíduos que podem não acreditar em certas doutrinas ou práticas da Igreja SUD institucional, mas se identificam como membros da identidade étnica mórmon. Geralmente, isso é resultado de terem sido criados na fé SUD ou de terem se convertido e passado grande parte da vida como membros ativos da Igreja SUD. Os mórmons culturais podem, ou não, estar ativamente envolvidos com a Igreja SUD. Em alguns casos, eles podem não ser membros da Igreja SUD.

## Crenças
Artigos principais: Cosmologia mórmon
Os mórmons têm um cânone de escrituras que consiste na Bíblia (Antigo e Novo Testamentos), no Livro de Mórmon e em uma coleção de revelações e escritos de Joseph Smith conhecidos como Doutrina e Convênios e Pérola de Grande Valor. Os mórmons, entretanto, têm uma definição relativamente aberta de escritura. Como regra geral, qualquer coisa falada ou escrita por um profeta, enquanto sob inspiração, é considerada a palavra de Deus. Assim, a Bíblia, escrita por profetas e apóstolos, é a palavra de Deus, desde que seja traduzida corretamente. Acredita-se também que o Livro de Mórmon tenha sido escrito por profetas antigos e é visto como um companheiro da Bíblia. De acordo com essa definição, os ensinamentos dos sucessores de Smith também são aceitos como escrituras, embora sejam sempre comparados com o cânone das escrituras e se baseiem fortemente nele.

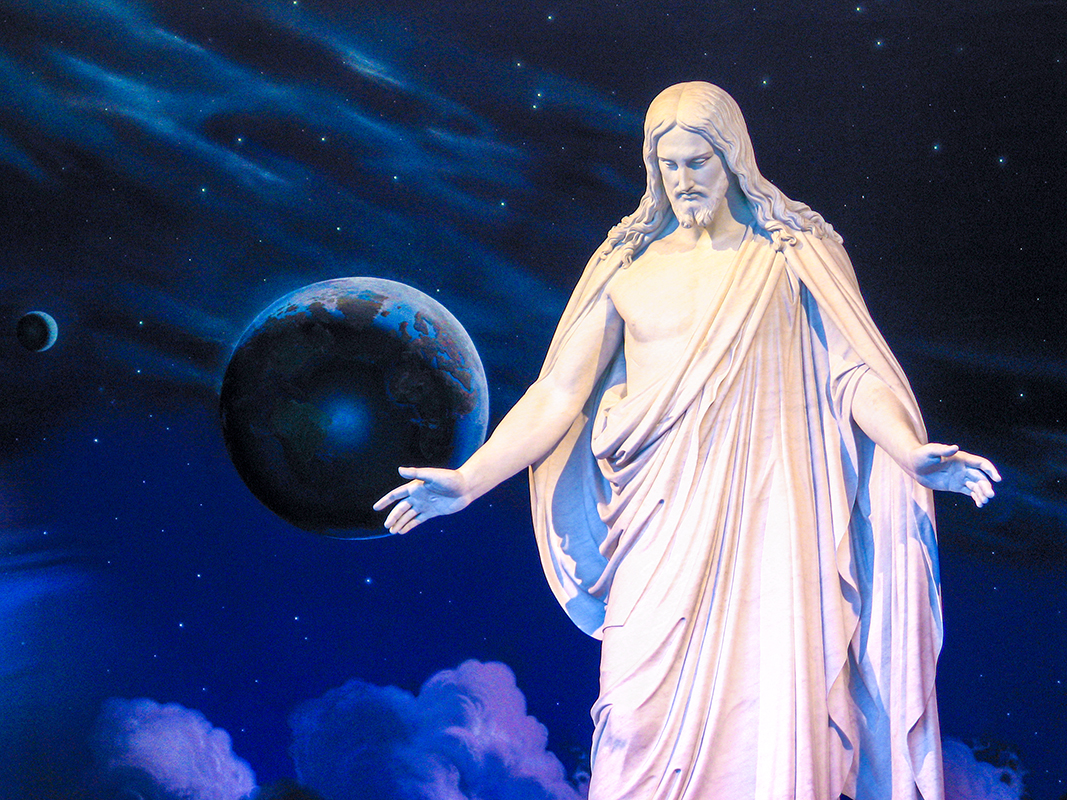
Os mórmons veem Jesus Cristo como a principal figura de sua religião.

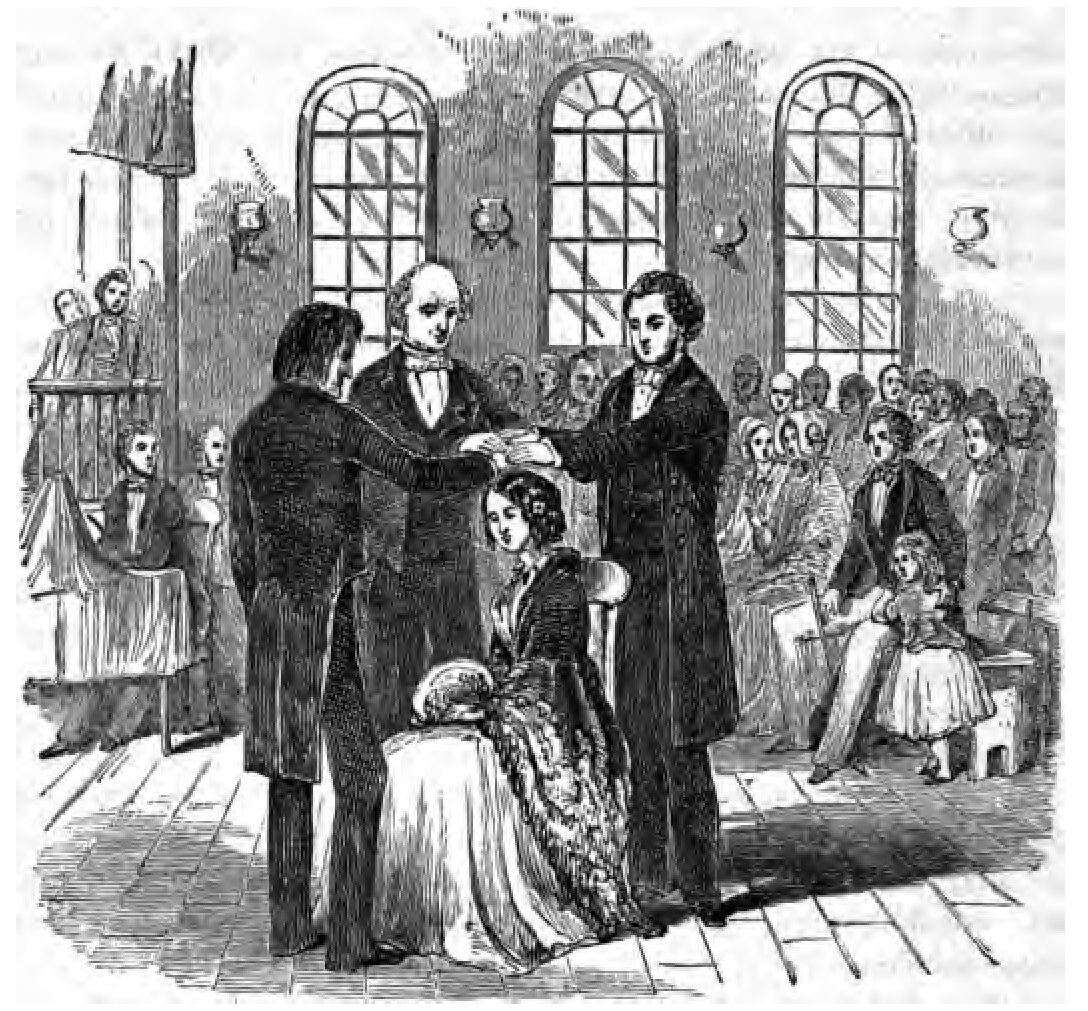
Confirmação de um santo dos últimos dias, c. 1852

Os mórmons acreditam em "um universo amigável" governado por um Deus cujo objetivo é levar seus filhos à imortalidade e à vida eterna. Os mórmons têm uma perspectiva única sobre a natureza de Deus, a origem do homem e o propósito da vida. Por exemplo, os mórmons acreditam em uma existência pré-mortal em que as pessoas eram literalmente filhos espirituais de Deus e que Deus apresentou um plano de salvação que permitiria que seus filhos progredissem e se tornassem mais semelhantes a Ele. O plano envolvia os espíritos recebendo corpos na Terra e passando por provações para aprender, progredir e receber a "plenitude da alegria". A parte mais importante do plano envolvia Jesus, o mais velho dos filhos de Deus, vindo à Terra como o Filho literal de Deus para vencer o pecado e a morte para que os outros filhos de Deus pudessem retornar. De acordo com os mórmons, todas as pessoas que viverem na Terra serão ressuscitadas e quase todas serão recebidas em vários reinos de glória. Para ser aceita no reino mais elevado, a pessoa deve aceitar Cristo plenamente por meio da fé, do arrependimento e de ordenanças como o batismo e a confirmação.
De acordo com os mórmons, um desvio dos princípios originais do cristianismo, chamado por eles de A Grande Apostasia, ocorreu após a ascensão de Jesus Cristo, marcado pela corrupção da doutrina cristã pela filosofia grega e outras filosofias. Os mórmons afirmam que o martírio dos apóstolos levou a uma perda da autoridade do sacerdócio para administrar a igreja e suas ordenanças. Os mórmons acreditam que Deus restaurou a igreja cristã primitiva por meio de Joseph Smith. Em particular, os mórmons acreditam que anjos como Pedro, Santiago Maior, João, João Batista, Moisés e Elias apareceram a Smith e a outros e lhes concederam várias autoridades do sacerdócio. Os mórmons acreditam que sua igreja é a "única igreja verdadeira e viva" por causa da autoridade divina restaurada por meio de Smith. Os mórmons se identificam como cristãos, embora muitos cristãos, especialmente os protestantes evangélicos, discordem dessa visão. Os mórmons veem as outras religiões como tendo partes da verdade, fazendo boas obras e tendo valor genuíno.
A Igreja SUD tem uma estrutura hierárquica de cima para baixo, com um presidente-profeta que dita as revelações para toda a Igreja. Acredita-se que os mórmons leigos também têm acesso à inspiração e são incentivados a buscar suas próprias revelações pessoais. Os mórmons veem a Primeira Visão de Joseph Smith como prova de que os céus estão abertos e que Deus responde às orações. Eles enfatizam bastante o fato de "pedir a Deus" para descobrir se algo é verdadeiro. A maioria dos mórmons não afirma ter tido visões celestiais como a de Smith em resposta a orações, mas sente que Deus fala com eles em seus corações e mentes por meio do Espírito Santo. Embora os mórmons tenham algumas crenças que são consideradas estranhas em um mundo modernizado, eles continuam a manter suas crenças porque sentem que Deus falou com eles.

## Os santos dos últimos dias e a política
Muitos membros da Igreja de Jesus Cristo dos Santos dos Últimos Dias empenham-se ativamente em assuntos políticos e deveres cívicos. O 12.º artigo das Regras de Fé dos Santos declara a crença na submissão aos governantes, bem como a obediência, honra e manutenção da lei.".
O cumprimento das leis é muito importante para os membros. O manual "Ensinamentos dos Presidentes da Igreja: Heber J. Grant" ensinava que a constituição dos Estados Unidos é um instrumento que fora inspirado por Deus, que Deus direcionou e inspirou aqueles que a criaram.
Brigham Young foi o primeiro governador de Utah e demonstrava grande honra ao governo. Quando os Estados Unidos guerrearam contra o México em 1846, Young ordenou o recrutamento do batalhão Mórmon para auxiliar seu país.
Joseph F. Smith que se tornou presidente da igreja em 1901, incentivou os jovens a aspirar pelos maiores cargos que a nação teria a oferecer. Joseph F. Smith declarou que a Igreja seguia a doutrina de separação entre igreja e estado; que a Igreja não se envolvia em política; que seus membros poderiam pertencer ao partido político que decidirem seguir, não lhes sendo pedido, muito menos exigido, como votariam.

## Links externos
- The Mormons Arquivado em abril 1, 2019, no Wayback Machine (PBS série documental)
- «Site oficial da Igreja». (em inglês) com versão em
- Site oficial da Igreja no Brasil
- Site oficial da Igreja em Portugal